# Amazonas Futebol Clube
Il Amazonas Futebol Clube, noto anche semplicemente come Amazonas, è una società calcistica brasiliana con sede nella città di Manaus, capitale dello stato dell'Amazonas.

## Storia
l club è stato fondato il 23 maggio 2019 dall'uomo d'affari Wesley Couto e da un gruppo di amici. facendo così valere la continua storia dei giovani club di Manaus che ha sempre tra i suoi fondatori membri dei passati consigli di amministrazione dei club tradizionali della capitale e che, quell'anno, ha gareggiato nella Campeonato Amazonense Segunda Divisão, che nella sua stagione d'esordio, ha vinto il campionato ed è salito in prima divisione e, in meno di cinque anni, ha giocato il suo primo campionato nazionale, la Serie D 2022 e vincendo l'accesso. Nel 2023, il club vince il Campionato Amazonense e ha vinto anche la Série C battendo il Brusque, con questa conquista l'Amazonas sale in Série B e vince il suo primo titolo nazionale.

## Palmarès

### Competizioni nazionali
- Campeonato Brasileiro Série C: 1

2023

### Competizioni statali
- Campionato Amazonense: 2

2023, 2025
- Campeonato Amazonense Segunda Divisão: 1

2019